# Mont Xiuguluan
Le mont Xiuguluan, culminant à 3 860 m d'altitude, est le plus haut sommet de la chaîne Centrale taïwanaise.